# Claire Bonnafé
Claire Bonnafé est une femme écrivain et peintre française.

## Livres publiés
- Le Bruit de la mer, Éditions Balland, 1977[1]
- Le Guetteur immobile, Éditions Balland, 1990[2]
- Une lumière dans l'île, Éditions du Seuil, 1997[3]

## Prix et récompenses
- Prix de la Société des gens de lettres pour Le Bruit de la mer
- Grand prix des lectrices de Elle pour Le Guetteur immobile